# Alsacia (stacja metra)
Alsacia – stacja metra madryckiego na linii 2, położona w dystrykcie San Blas-Canillejas. Została wybudowana w ramach trwającej w latach 2008–11 rozbudowy linii w kierunku dzielnicy Las Rosas. Otwarcie nastąpiło 16 marca 2011.